# Vesna (muzikal)
Vesna je slovenski muzikal po zgodbi iz istoimenskega filma Františka Čapa (1953). Premierno je bil uprizorjen 7. junija 2017 v ljubljanskih Križankah v okviru Festivala Ljubljana (ki je tudi koproducent). Zadnja predstava je bila na sporedu leta 2019.

## Ustvarjalci
- scenarist/libretist: Janez Usenik
- producent in idejni vodja: Gorazd Slak
- režiser: Vojko Anzeljc
- avtor 24 izvirnih avtorskih skladb: Matjaž Vlašič
- koreograf: Miha Krušič

Gre za isto kreativno ekipo, ki je ustvarila muzikal Cvetje v jeseni.

## Igralska zasedba
| Vloga     | Igralec                                |
| --------- | -------------------------------------- |
| Vesna     | Flora Ema Lotrič                       |
| Samo      | Robert Korošec / Dominik Vodopivec     |
| Sandi     | Boštjan Korošec / Klemen Bunderla      |
| Krištof   | Srdjan Milovanovič                     |
| Kosinus   | Marjan Bunič                           |
| teta Ana  | Nuša Derenda / Nuška Drašček           |
| mama      | Nuška Drašček / Alenka Kozolc Gregurić |
| Hiperbola | Tanita Rose / Antea Mramor             |